# Caracas Open 1972
Il Caracas Open 1972 è stato un torneo di tennis giocato sul cemento. È stata la 1ª edizione del torneo che fa parte del Commercial Union Assurance Grand Prix 1972. Si è giocato a Caracas in Venezuela dal 13 al 19 marzo 1972.

## Campioni

### Singolare maschile
Manuel Orantes ha battuto in finale  Haroon Rahim con il punteggio di 6–4 7–5 6–4

### Doppio maschile
Patricio Cornejo /  Jaime Fillol hanno battuto in finale  Jim McManus /  Manuel Orantes con il punteggio di 6–4, 6–3, 7–6